# Darryl McDaniels
Pour les articles homonymes, voir McDaniels.
Darryl « D.M.C. » Matthews McDaniels est un rappeur américain né le 31 mai 1964 à Harlem.
Membre fondateur du groupe de hip-hop Run–DMC, il est considéré comme l'un des pionniers de la culture du hip-hop.
Il est intronisé au Rock and Roll Hall of Fame en 2009 en tant que membre de Run–DMC avec Jam Master Jay et Joseph Simmons.